# Marienhöhe (Kreis Heiligenbeil)
Marienhöhe war ein Ort im Kreis Heiligenbeil in Ostpreußen. Seine Ortsstelle befindet sich heute im Munizipalkreis Rajon Bagrationowsk (Stadtkreis Preußisch Eylau) in der russischen Oblast Kaliningrad (Gebiet Königsberg (Preußen)).

## Geographische Lage
Die Ortsstelle Marienhöhes liegt am Ufer der Lawja (Lauter) im südlichen Westen der Oblast Kaliningrad, 15 Kilometer östlich der einstigen Kreisstadt Heiligenbeil (russisch Mamonowo) bzw. 33 Kilometer westlich der heutigen Rajonshauptstadt Bagrationowsk (deutsch Preußisch Eylau).

## Geschichte
Der aus einem großen Hof bestehende Ort Marienhöhe war seit seiner Gründung ein Wohnplatz von Weßlienen (russisch Kunzewo) im ostpreußischen Kreis Heiligenbeil. Am 27. Dezember 1917 wurde das „Waldvorwerk Marienhöhe“ im Gutsbezirk Weßlienen aus dem Amtsbezirk Balga (russisch: Wessoloje) in den Gutsbezirk Lauenfeld umgegliedert. Der GUtsbezirk Lauenfeld nun aber schloss sich am 30. September 1928 mit dem zum Amtsbezirk Jäcknitz (russisch Usornoje) gehörenden Gutsbezirk Schönrade zur neuen Landgemeinde Schönrade zusammen, die ihrerseits ab 1929 zum Amtsbezirk Hermsdorf (russisch: Pogranitschny) gehörte.
Mit dem gesamten nördlichen Ostpreußen kam Marienhöhe 1945 in Kriegsfolge zur Sowjetunion. Hier verliert sich sehr bald die Spur des kleinen Ortes. Eine russische Namensgebung ist nicht bekannt, auch nicht die Zuordnung zu einem Dorfsowjet nach 1947. Heute gilt Marienhöhe offiziell als untergegangen. Seine Ortsstelle liegt im Rajon Bagrationowsk (Stadtkreis Preußisch Eylau) in der russischen Oblast Kaliningrad (Gebiet Königsberg (Preußen)).

## Religion
Bis 1945 war Marienhöhe in den Sprengel Hermsdorf der Vereinigten Evangelischen Kirchengemeinden Hermsdorf und Pellen (Pogranitschny (RUS) und Piele (PL)) in der Kirchenprovinz Ostpreußen der Kirche der Altpreußischen Union eingegliedert.

## Verkehr
Die kaum noch erkennbare Ortsstelle Marienhöhes liegt westlich der Kommunalstraße 27K-157, die von Pogranitschny (Hermsdorf) über Iljitschowka (Lank) nach Laduschkin (Ludwigsort) führt. Wenige Kilometer hinter Pogranitschny gibt es einen Anzweig in Richtung Marienhöhe.